# FIS Marathon Cup 2002/2003
Sezon 2002/2003 FIS Marathon Cup rozpoczął się 12 stycznia 2003 roku czeskim maratonem Jizerská padesátka, a zakończył 20 marca 2003 roku szwajcarskim Engadin Skimarathon.
Obrońcami tytułu byli: reprezentująca Szwecję Antonina Ordina wśród kobiet oraz Włoch Maurizio Pozzi wśród mężczyzn. W tym sezonie wśród kobiet triumfowała Włoszka Lara Peyrot, a wśród mężczyzn najlepszy był Norweg Jørgen Aukland.

## Kalendarz i wyniki

### Kobiety
| Lp. | Data             | Zawody                           | Dystans             | 1. miejsce                | 2. miejsce               | 3. miejsce       |
| --- | ---------------- | -------------------------------- | ------------------- | ------------------------- | ------------------------ | ---------------- |
| 1.  | 12 stycznia 2003 | Bedřichov – Jizerská padesátka   | 50 km s. klasycznym | Lara Peyrot               | Swietłana Frizen         | Monica Lăzăruț   |
| 2.  | 26 stycznia 2003 | Predazzo – Marcialonga           | 70 km s. klasycznym | Lara Peyrot               | Jewgienija Biczugowa     | Swietłana Frizen |
| 3.  | 2 lutego 2003    | Oberammergau – König-Ludwig-Lauf | 55 km s. klasycznym | Lara Peyrot               | Monica Lăzăruț           | Swietłana Frizen |
| 4.  | 9 lutego 2003    | Otepää – Tartu Maraton           | 63 km s. klasycznym | Swietłana Frizen          | Monica Lăzăruț           | Tatjana Mannima  |
| 5.  | 16 lutego 2003   | Gatineau – Gatineau Loppet       | 50 km s. dowolnym   | Lara Peyrot               | Monica Lăzăruț           | Swietłana Frizen |
| 6.  | 22 lutego 2003   | Hayward – American Birkebeiner   | 52 km s. dowolnym   | Lara Peyrot               | Kateřina Hanušová        | Brooke Baughman  |
| 7.  | 2 marca 2003     | Sälen – Vasaloppet               | 90 km s. klasycznym | Ulrika Persson            | Sofia Lind               | Swietłana Frizen |
| 8.  | 9 marca 2003     | Samedan – Engadin Skimarathon    | 42 km s. dowolnym   | Natascia Leonardi Cortesi | Annick Vaxelaire-Pierrel | Laurence Rochat  |

### Mężczyźni
| Lp. | Data             | Zawody                           | Dystans             | 1. miejsce          | 2. miejsce      | 3. miejsce           |
| --- | ---------------- | -------------------------------- | ------------------- | ------------------- | --------------- | -------------------- |
| 1.  | 12 stycznia 2003 | Bedřichov – Jizerská padesátka   | 50 km s. klasycznym | Oskar Svärd         | Stanislav Řezáč | Raul Olle            |
| 2.  | 26 stycznia 2003 | Predazzo – Marcialonga           | 70 km s. klasycznym | Jørgen Aukland      | Stanislav Řezáč | Oskar Svärd          |
| 3.  | 2 lutego 2003    | Oberammergau – König-Ludwig-Lauf | 55 km s. klasycznym | Jørgen Aukland      | Stanislav Řezáč | Mattias Svahn        |
| 4.  | 9 lutego 2003    | Otepää – Tartu Maraton           | 63 km s. klasycznym | Jørgen Aukland      | Stanislav Řezáč | Oskar Svärd          |
| 5.  | 16 lutego 2003   | Gatineau – Gatineau Loppet       | 50 km s. dowolnym   | Gianantonio Zanetel | Norman Kostner  | Faustino Bordiga     |
| 6.  | 22 lutego 2003   | Hayward – American Birkebeiner   | 52 km s. dowolnym   | Gianantonio Zanetel | Norman Kostner  | Faustino Bordiga     |
| 7.  | 2 marca 2003     | Sälen – Vasaloppet               | 90 km s. klasycznym | Oskar Svärd         | Jørgen Aukland  | Stanislav Řezáč      |
| 8.  | 9 marca 2003     | Samedan – Engadin Skimarathon    | 42 km s. dowolnym   | Patrik Mächler      | Martin Koukal   | Juan Jesús Gutiérrez |

## Klasyfikacje
| Lp. | Zawodnik                  | Punkty |
| --- | ------------------------- | ------ |
| 1.  | Lara Peyrot               | 579    |
| 2.  | Swietłana Frizen          | 436    |
| 3.  | Monica Lăzăruț            | 427    |
| 4.  | Õnne Kurg                 | 166    |
| 5.  | Dorota Dziadkowiec-Michoń | 145    |
| 6.  | Natascia Leonardi Cortesi | 100    |
| 6.  | Ulrika Persson            | 100    |
| 8.  | Kamila Bořutová           | 88     |
| 9.  | Jewgienija Biczugowa      | 80     |
| 9.  | Jelena Jekatowa           | 80     |
| 9.  | Kateřina Hanušová         | 80     |
| 9.  | Sofia Lind                | 80     |
| 9.  | Annick Vaxelaire-Pierrel  | 80     |

| Lp. | Zawodnik            | Punkty |
| --- | ------------------- | ------ |
| 1.  | Jørgen Aukland      | 420    |
| 2.  | Stanislav Řezáč     | 400    |
| 3.  | Gianantonio Zanetel | 387    |
| 4.  | Oskar Svärd         | 370    |
| 5.  | Norman Kostner      | 233    |
| 6.  | Mattias Svahn       | 226    |
| 7.  | Raul Olle           | 222    |
| 8.  | Marco Cattaneo      | 219    |
| 9.  | Rune Torseth        | 168    |
| 10. | Risto Roonet        | 143    |
| 11. | Henrik Eriksson     | 140    |
| 12. | Anders Hallingstad  | 135    |
| 13. | Faustino Bordiga    | 124    |